# Strelicija
Strelicija (rajska ptica; lat. Strelitzia), rod jednosupnica u porodici Strelitziaceae s ukupno pet vrsta raširenih po južnoj Africi, odakle su se neke vrste zbog svog izuzetno lijepog cvijeta raširile cijelim svijetom kao lončarice, a osobito vrsta S. reginae. Danas spada u uski krug najprodavanijeg rezanog cvijeća na svijetu.
Strelicija je zimzelena trajnica koja u svom prirodnom staništu one raste kao divlja biljka. Listovi su im nalik listovima banane, a plameno narandžasti cvijet nalik je glavi rajske ptice. Zasađena naraste do 1,5 metara visine.
Rod je dobio ime po engleskoj kraljici Charlotti Mecklenburg-Strelitz (1744–1818)

## Vrste
1. Strelitzia alba (L.f.) Skeels
2. Strelitzia caudata R.A.Dyer
3. Strelitzia juncea (Ker Gawl.) Link
4. Strelitzia × kewensis S.A.Skan; status još nije riješen
5. Strelitzia nicolai Regel & K.Koch
6. Strelitzia reginae Banks[2]

## Vanjske poveznice
|  | Zajednički poslužitelj ima još gradiva o temi Strelitzia |
|  | Wikivrste imaju podatke o taksonu Strelitzia             |